# Vega de Valcarce
Vega de Valcarce – gmina w Hiszpanii, w prowincji León, w Kastylii i León, o powierzchni 69,31 km². W 2011 roku gmina liczyła 706 mieszkańców.